# Jean Goujon
Jean Goujon, född omkring 1510 i Rouen, död 1565 i Bologna, var en fransk skulptör inom manierismen.

## Biografi
Jean Goujon var huvudsakligen verksam i Rouen, Écouen och Paris. Han utvandrade 1562 till Bologna. Goujons främsta verk i Rouen utgörs av adelsmannen Louis de Brézés gravmonument (omkring 1540) i stadens katedral. Han utförde flera arbeten åt arkitekten Pierre Lescot, bland andra reliefer till korskranken i kyrkan Saint-Germain l'Auxerrois och till Fontaine des Innocents i Paris samt utsmyckningar i Louvren 1550–1562, då Lescot ritade om byggnaden i renässansstil. Bland annat är utsmyckningen av Salle de cariatides och den sydvästra gårdsfasaden Goujons verk. 
Åren 1548–1554 arbetade Goujon tillsammans med Philibert Delorme på Château d'Anet, där han bland annat skapade sin berömda Dianastaty med hind och hundar. Goujon var även verksam som arkitekt och illustratör; bland annat utförde han träsnitten i Jean Martins Vitruviusöversättning av år 1547.
Jean Goujon var 1500-talets främste skulptör i Frankrike. Han hade tagit intryck av Parmigianinos, Rossos och Cellinis manierism men tolkade stilen på eget sätt med utgångspunkt från klassisk skulptur. En unik staty av Goujon finns i Nobelparken i Stockholm, Vilande Diana från omkring 1549. Originalet finns inte längre; statyn i Stockholm är en av tre kopior som gjutits av Bergmans konstgjuteri i Stockholm och som satts upp 1964, finansierad av konstmecenaten Axel Hirsch. De övriga två finns i Louvren och i Rottneros park.

## Bilder
| - Louis de Brézés gravmonument. - Fontaine des Innocents. - Den vilande Diana. |